# Lester Bangs
Leslie Conway "Lester" Bangs (Escondido, Califórnia, 13 de dezembro de 1948 – Nova Iorque, 30 de abril de 1982) foi um jornalista, autor e músico dos Estados Unidos da América. Foi famoso pelas críticas musicais nas revistas Creem e Rolling Stone e era visto como a voz mais influente na crítica da música rock. Bangs é reconhecido também por ter criado o termo "Heavy Metal", na época utilizado para descrever o som das bandas Black Sabbath, Deep Purple e Led Zeppelin.

## História
Lester Bangs nasceu em Escondido, na Califórnia. Sua mãe era uma devota Testemunha de Jeová e seu pai morreu quando ele ainda era jovem. Em 1969, Lester Bangs começou a escrever como freelancer, após ler uma propaganda na revista Rolling Stone que dizia precisar de críticos musicais.
Seu primeiro trabalho foi uma crítica negativa ao álbum Kick Out the Jams do MC5, que foi enviada à Revista Rolling Stone com uma nota, detalhando que a revista deveria decidir se publicaria ou não a crítica, e, caso decidissem não publicar, deveriam mandar uma carta especificando o motivo da rejeição. Ao invés disso, eles publicaram.
Ele escreveu sobre a morte de Janis Joplin, em decorrência de uma overdose de drogas, dizendo: "Isso não é apenas aquela morte prematura que se torna um fato na vida e que, então, se torna perturbador. É perturbador saber que isso foi aceito de forma tão rápida". Em 1973, Jann Wenner demitiu Lester Bangs da Revista Rolling Stone, principalmente após Lester ter escrito uma crítica negativa à banda Canned Heat. Lester Bangs mudou-se para Detroit, onde tornou-se editor e escritor para a Revista Creem. Após abandonar a Creem, ele escreveu ainda para a Village Voice, Penthouse, Playboy, New Musical Express, e muitas outras publicações.
Bangs idolatrava a música noise de Lou Reed. Em 1975, Bangs escreveu o ensaio/entrevista "Let Us Now Praise Famous Death Dwarves" sobre Lou Reed.
Bangs era também um músico. Ao lado de Mickey Leigh, irmão mais novo de Joey Ramone, ele montou uma banda chamada Birdland. Em 1980, ele viajou para Austin, no Texas, e se encontrou com uma banda de punk rock chamada the Delinquents. Durante a sua estadia no Texas, ele gravou um álbum como "Lester Bangs and the Delinquents", que ganhou o nome de "Jook Savages on the Brazos".
Excertos de uma entrevista com Lester Bangs aparece nos últimos dois episódios de All You Need Is Love: The Story of Popular Music de Tony Palmer. Ele foi retratado no filme Quase Famosos, de Cameron Crowe, interpretado por Philip Seymour Hoffman.

## Morte
Lester Bangs faleceu em Nova Iorque no dia 30 de abril de 1982, em decorrência de uma overdose de Darvon, Diazepam e NyQuil. Ele tinha 33 anos de idade. O último disco que Lester Bangs ouvia era o Dare! do The Human League. O disco ainda rodava no toca-discos quando encontraram o seu corpo. coincidência o ator Philip Seymour Hoffman, que interpretou Lester Bangs, no filme quase Famosos, também morreu de overdose.